# Galway United Football Club (féminines)
Maillots
Actualités
La section féminine du Galway United Football Club est un club féminin de football basé dans la ville de Galway en Irlande. Le club participe au championnat d'Irlande.

## Histoire

### Avant la création du Galway Football Club
Bien que dans la région le sport le plus populaire est le football gaélique, dans les années 2000, les équipes féminines de football du district ont de bons résultats et forment une équipe pour les représenter au niveau national, sous le nom de Galway & District Ladies League. Cette sélection du Comté remporte la coupe d'Irlande en 2007, en battant 1-0 Raheny United grâce à un but de Niamh Fahey. Ce sacre national fait de Galway le représentant irlandais en coupe d'Europe pour la saison 2008-2009,. Galway termine deuxième de son groupe de qualifications derrière le FC Zurich. Les joueuses de cette équipe formant cette équipe viennent de plusieurs clubs comme Salthill Devon, ou Galway Bohemians.

### Galway WFC
En 2013, le Galway Women's Football Club est créé pour représenter Galway dans le nouveau championnat irlandais. Son meilleur classement obtenu est une sixième place.

### Galway United WFC
Le 8 novembre 2022 la FAI annonce deux changements pour la saison 2023. Le Galway Women Football Club arrête la compétition et est immédiatement remplacé par le Galway United Football Club,. La nouvelle entité reprend l'effectif et l'encadrement de l'équipe.
Dès 2023, le club remporte la All-Island Cup, en battant en finale les Nord-Irlandaises de Cliftonville 1-0 sur un but de Gemma McGuinness.

## Palmarès
- Coupe d'Irlande :
  - Vainqueur : 2007
- All-Island Cup :
  - Vainqueur en 2023 et 2024